# Josef Rabl
Josef Rabl (* 28. November 1949 in Kötzting) ist ein deutscher Gymnasiallehrer. Er ist Autor religionspädagogischer, fachdidaktischer und mediendidaktischer Literatur.
Rabl arbeitete von 1975 bis 1980 als Wissenschaftlicher Assistent beim Lehrstuhl für Religionspädagogik und Katechetik (Wolfgang Nastainczyk) an der Katholisch-Theologischen Fakultät der Universität Regensburg. Er wurde 1981 mit der Dissertation Religion im Kinderbuch: Analyse zeitgenössischer Kinderliteratur unter religionspädagogischem Aspekt promoviert. Anschließend war er Lehrer an der Katholischen Schule Liebfrauen in Berlin-Westend. Derzeit arbeitet er als Gymnasiallehrer (Studiendirektor) an der Wald-Oberschule in Berlin-Charlottenburg. Außerdem war er von 1987 bis 1992 als Lehrbeauftragter für Fachdidaktik Latein an der Freien Universität Berlin bei Andreas Fritsch. Gemeinsam mit Fritsch, Peter Lohe und Hans-Jörg Wölke gründete Rabl 1988 den Berliner Landesschülerwettbewerb Lebendige Antike, der seit 1989 zweijährlich ausgeführt wird.
Rabl ist Mitglied des DAV-Landesverbands Berlin-Brandenburg (1998–2014 Erster Vorsitzender) und organisierte in dieser Funktion zum Beispiel regelmäßig die Teilnahme von Berliner Schülern am Certamen Ciceronianum Arpinas; außerdem betreut er seit den 90er Jahren die Rubrik Zeitschriftenschau im Forum Classicum. Seit 1996 ist er Mitherausgeber der Zeitschrift Latein und Griechisch in Berlin und Brandenburg. Für sein Engagement um das Projekt Schulpartnerschaften.de und beim Bundeswettbewerb Fremdsprachen erhielt er am 24. Mai 2006 das Bundesverdienstkreuz am Bande. Von 2006 bis 2008 war Rabl Mitglied der Jury des Projektes Umwelt baut Brücken, das unter der Schirmherrschaft des Bundespräsidenten vom  IZOP-Institut in Aachen und der Deutschen Bundesstiftung Umwelt durchgeführt wird.